# Raúl Wiener
Raúl Alfredo Wiener Fresco (Lima, 7 de noviembre de 1949 - 5 de septiembre de 2015) fue un periodista, columnista, escritor y analista político peruano, que dirigió la unidad de investigación del Diario Uno y La Primera. 

## Biografía
Su bisabuelo fue Charles Wiener, un viajero, explorador y diplomático austríaco-francés, que estuvo varios años destinado en América del Sur. Raúl Wiener estudió ingeniería en la UNI, economía y periodismo en Universidad Nacional Mayor de San Marcos.
De ideas de izquierda, militó muy joven en el MIR, luego en el Partido Obrero Marxista Revolucionario (POMR) y después en el Partido Unificado Mariateguista (PUM).
Casado con la trabajadora social Elsi Bravo Castillo, es padre de la escritora, cronista y poeta Gabriela Wiener, de la antropóloga Elisa Wiener Bravo y la abogada Alejandra Wiener Buob.

## Trayectoria periodística
Wiener trabajó en El Observador entre 1981 y 1984, es decir, en los años en que este diario circuló. Dirigió las revistas Amauta (1988 - 1992) y Miércoles de Política (2013), participó en el programa "Radicales Libres" de RBC Televisión (2012), encabezó la unidad de investigación del Diario Uno y de La Primera); columnista frecuente desde 2007, colaboró asimismo con el semanario "Hildebrandt en sus trece" dirigido por César Hildebrandt.
Wiener escribió 23 libros durante su vida; murió de cáncer a los 66 años de edad y sus restos fueron velados en la Casa Museo Mariátegui.

### Controversias

#### Caso Swissport-GBH Aeropuertos
Raúl Wiener realizó una investigación en 2007 para La Primera sobre Swissport-GBH Aeropuertos, la concesionaria anteriormente propiedad de Serlipsa Cargo Center del entonces director de Diario Expreso Luis García-Miró. La investigación expuso irregularidades en las operaciones de la concesionaria en Perú. Subsecuentemente, la dirección del periódico solicitó a Wiener cesar su cobertura de la situación administrativa de los aeropuertos nacionales en relación con la concesionaria. Ante la amenaza de una demanda por difamación interpuesta por García Miró, Wiener ofreció disculpas al director del periódico pocos días después.
La denuncia posteriormente involucró César Lévano, director de La Primera.

## Libros publicados
- El Antizorro. El debate sobre el "Acuerdo Nacional", Ediciones Debate Mariateguista, 1987
- La soledad política de Alan García: el Llulla presidente, Gráfica Norte, 1987
- Senderismo vs. Mariateguismo. El debate entre Amauta y el Diario, Amauta, 1990
- La venta sucia. La privatización de Petroperú como fraude a la nación, 1996
- Fujimori, el elegido del pueblo. Balance de proceso político en el Perú. 1996
- El reeleccionista. Clima político y juego del poder en el Perú de los 90, 1998
- Bandido Fujimori. El reeleccionista, 2001
- Y el cielo peruano se hizo extranjero. Aeroperú: de la privatización fraudulenta a la recuperación, 2004
- Con el TLC y el ALCA ganan pocos y pierden casi todos, 2004
- Un fraude en 3 letras: LAP Lima Airport Partners, 2005
- Bajo vuelo: el neoliberalismo y la crisis de la aviación civil peruana, Ediciones del Centro de Estudios de la Realidad Nacional Alberto Flores Galindo, 2005
- Auge exportador, pobreza de las regiones. Estudio de la economía peruana en cuatro escenarios regionales: Ancash, Cusco, Pasco y Piura, Centro de Asesoría Laboral del Perú, 2005
- Fe de ratas. Historias de corrupción, 2011
- La gran minería: ¿paga los impuestos que debería pagar? El caso Yanacocha, con Juan Torres; LATINDADD, 2014